# Carl Andreas Geyer
Carl Andreas Geyer (ou Karl, ou Charles) (Dresden, 30 de novembro de 1809 – 21 de novembro de 1853) foi um botânico e explorador alemão .
Já adolescente, Geyer foi aprendiz de jardineiro em Zabeltitz, e em 1830 tornou-se assistente no Jardim botânico de Dresden.  De 1835 a 1844 estudou botânica em várias expedições dentro dos EUA. Entre 1838 a 1840 foi o botânico do geógrafo Joseph Nicollet (1786-1843),  e de 1841 a 1842 coletou exemplares da  flora en Illinois, Missouri e Iowa para o botânico Georg Engelmann (1809-1884).
Também foi contratado para a expedição de William Drummond Stewart (1795-1871) pelos atuais Estados de Nebraska e de Wyoming. Logo depois, Geyer participou com Drummond, realizando extensos estudos botânicos na região atual de Oregon. Em 1845  retorna para a Alemanha, estabelecendo-se em Meissen.
Suas coleções botânicas com aproximadamente 10.000 espécimens foram adquiridos pela Kew Gardens.

## Obras
- Virginien: Physiko-geographische und statistische Beschreibung desselben; mit besonderer Rucksicht auf deutsche Auswanderung. Meißen: Goedsche, 1848

## Homenagens
Geyer foi honrado com o nome de várias espécies:
- (Alliaceae) Allium geyeri S.Watson
- (Aizoaceae) Conophytum geyeri L.Bolus
- (Apiaceae) Lomatium geyeri J.M.Coult. & Rose
- (Brassicaceae) Lesquerella geyeri (Hook.) G.A.Mulligan
- (Euphorbiaceae) Anisophyllum geyeri Klotzsch & Garcke
- (Euphorbiaceae) Euphorbia geyeri Engelm. & Gray
- (Poaceae) Bromelica geyeri Farw.
- (Poaceae) Eragrostis geyeri Steud.
- (Poaceae) Melica geyeri Munro
- (Scrophulariaceae) Mimulus geyeri Torr.